# Паизиелло, Джованни
Джованни Паизиелло (итал. Giovanni Paisiello, 9 мая 1741, Роккафорцата, Таранто — 5 июня 1816, Неаполь) — итальянский композитор и педагог. Мастер комической оперы, он оказал значительное влияние на формирование стиля Моцарта и Россини.

## Биография
Начальное музыкальное образование Джованни Паизиелло получил в школе иезуитов в Таранто, в 1754—1763 годах учился в Неаполе, в консерватории «Сант-Онофрио а Капуана», где одним из его учителей был Франческо Дуранте. Успех оперы-буффа «Болтун» (Il сiarlone), поставленной в 1764 году в Болонье, вдохновил Паизиелло на продолжение работы преимущественно в этом жанре. В следующие годы его оперы после премьеры в Неаполе, где композитор жил с 1766 года, с неизменным успехом ставились и в других городах Италии. Заказы приходили из Милана, Венеции, Модены; наиболее известные оперы этого периода — «Китайский идол» (L’idolo cinese, 1766), «Дон Кихот» (Don Chisciotte della Mancia, 1769), «Артаксеркс» (1771), «Александр в Индии» (Alessandro nelle Indie, 1773), «Андромеда» (1774).

### В Петербурге
К середине 70-х годов слава композитора вышла за пределы Италии. В 1776 году Паизиелло был приглашён Екатериной II в Петербург и стал, после Б. Галуппи и Т. Траэтты, третьим выдающимся итальянским композитором, возглавлявшим музыкальную жизнь столицы Российской империи. Придворным композитором Паизиелло оставался до 1784 года.
В Петербурге написал не менее 10 опер и интермедий, дебютной стала опера «Ниттети», написанная на либретто Пьетро Метастазио (1777), а наиболее известные из написанных в России «Служанка-госпожа» на либретто Дж. Федерико (La Serva padrona, 1781) и «Севильский цирюльник» по комедии П. Бомарше (Il Barbiere di Siviglia, 1782). Оперы Паизиелло исполнялись как в придворном, так и в городском общедоступном театре — Малом (Вольном) на Царицыном лугу (ныне Марсово поле).
В 1783 году в Большой Каменный театр в Петербурге был открыт представлением оперы «Лунный мир» на либретто К. Гольдони.
Паизиелло писал также музыку для придворных празднеств — дивертисменты для духовых инструментов. Он давал уроки музыки великой княгине Марии Фёдоровне, для которой сочинял клавирные пьесы и инструментальные ансамбли. В 1782 году опубликовал учебное пособие «Правила хорошей игры партимента, или фундаментального баса, на клавесине» (Regole per bene accompagnare il partimento о sia il basso fondamentale sopra il cembalo), обобщившее широко распространённую на его родине дидактическую практику реализации цифрованного баса в рамках типовых (для мажорно-минорной тональности) моделей.
Как придворный капельмейстер, Паизиелло участвовал и в петербургских духовных концертах, для которых были написаны, в частности, «Страсти Иисуса Христа» на либретто П. Метастазио (Passione di Gesu Cristo, 1783).

### После Петербурга
В 1784 году Паизиелло вернулся на родину и стал придворным капельмейстером и композитором короля Неаполя. К этому времени Паизиелло уже получил признание и в Вене, для которой в 1784 году написал оперу «Король Теодор в Венеции» (Il re Teodoro in Venezia, 1784); в этот период, наряду с оперой-буффа («Пещера Трофония», «Мельничиха» и др.), композитор всё чаще обращается к жанру опере-сериа, в Неаполе рождаются «Антигон» (Antigono, 1785), «Федра» (1788), «Покинутая Дидона» (Didone abbandonata, 1794), «Андромаха» (1797) и др.
В 1799 году французские войска при поддержке итальянских повстанцев свергли неаполитанского Бурбона и Паизиелло получил пост директора национальной музыки в созданной Наполеоном Партенопейской республике. Через полгода, когда французские войска ушли, Республика пала; вернувшийся король обвинил Паизиелло в измене за переход на сторону мятежников и отстранил от должности.
Но среди многочисленных поклонников композитора был и Наполеон, который в 1802 году пригласил Паизиелло в Париж. Здесь в 1803 году Паизиелло написал на французское либретто Ф. Кино «Прозерпину», выдержанную в традициях старой итальянской оперы-сериа; после Глюка, Сальери и Керубини парижская публика оперу не приняла. Написав для коронации Наполеона в 1804 году мессу и Те Deum, композитор вернулся в Неаполь, где возглавил учреждённый в 1807 году Королевский музыкальный лицей.
Последнюю свою оперу, «Пифагорейцы» (I pittagorici), Паизиелло написал в 1808 году.

## Творчество
Паизиелло написал в общей сложности более 100 опер; в своих операх-сериа композитор в целом не отходил от старой итальянской традиции и писал их в основном на либретто, уже многократно использованные его коллегами, иначе обстоит дело с оперой-буффа, крупнейшим мастером которой, наряду с Никколо Пиччинни, считается Паизиелло. Обладая даром метких и острых характеристик, искусно используя контрасты, Паизиелло создавал яркие и запоминающиеся музыкально-сценические образы, не только комические, но порою и сатирические. Лучшее в его операх-сериа — элементы оперы-буффа; в то же время и комическую оперу Паизиелло обогащал элементами других жанров: пасторали в «Мельничихе» (1789), считающейся одной из лучших комических опер XVIII века, сентиментальной драмы в опере «Нина, или Безумная от любви» (1789), которую также относят к числу вершинных достижений композитора. В жанре комической оперы принципы Паизиелло были восприняты В. А. Моцартом и оказали значительное влияние на Джоаккино Россини.
Паизиелло принадлежат также кантаты, квартеты, симфонии, в частности 12 симфоний, написанных в 1784 году, рондо, духовные сочинения. Из сочинений, написанных в России, сохранилось 24 дивертисмента для 2 флейт, 2 кларнетов, 2 валторн и фагота, некоторые из которых имеют программные подзаголовки: «Диана», «Полдень», «Заход солнца», «Отход ко сну»; а также 8 концертов для клавесина с оркестром.

## Труды
- Regole per bene accompagnare il partimento o sia il basso fondamentale sopra il Cembalo, hrsg. v. Ludwig Holtmeier, Johannes Menke u. Felix Diergarten. Wilhelmshaven: Florian Noetzel Verlag, 2008. ISBN 978-3-7959-0905-5.